# Tylosis triangularis
Tylosis triangularis är en skalbaggsart som beskrevs av Monné och Martins 1981. Tylosis triangularis ingår i släktet Tylosis och familjen långhorningar. Inga underarter finns listade i Catalogue of Life.